# Proton-Bor-Fusion
Proton-Bor-Fusion bezeichnet Konzepte zur zivilen Energiegewinnung mittels einer Kernreaktion von Protonen (Wasserstoff-Atomkernen) mit Bor-11-Atomkernen. Eine solche Technik hätte gegenüber der seit langem verfolgten Methode der Fusion von Deuterium und Tritium (DT) die Vorteile, dass fast keine freien Neutronen entstehen und fast keine Radioaktivität im Spiel ist.

## Kernreaktion
Die vorgesehene Reaktion
{\displaystyle \mathrm {p+\,^{11}B\,\rightarrow \ 3\ ^{4}He+8{,}7\;MeV} }
(im Folgenden kurz „pB“) ist keine Kernfusionsreaktion im eigentlichen Wortsinn, da kein schwererer Kern als die Ausgangskerne entsteht, sondern eine Kernspaltung. Trotzdem wird sie in der Literatur durchweg als Fusion bezeichnet, denn sie hat das Wichtigste mit den sonst zur Energiegewinnung betrachteten Fusionsreaktionen gemeinsam: die Erzeugung von He-4-Kernen. Die gegenüber den Nachbarnukliden viel höhere Bindungsenergie pro Nukleon des He-4-Kerns erklärt den hohen Energiegewinn vieler dieser Reaktionen. Der Energiegewinn der einzelnen pB-Reaktion, 8,7 MeV, ist halb so hoch wie bei der DT-Reaktion. Die Energie tritt hier als Bewegungsenergie der He-4-Ionen und zu einem kleineren Teil als Gammastrahlung auf. Die Reaktion wurde 1933 von Oliphant und Rutherford entdeckt.
In geringem Maße treten Nebenreaktionen auf, die Neutronen freisetzen:
{\displaystyle \mathrm {^{4}He+^{11}B\rightarrow \ ^{14}N+n+0,157\;MeV} }
und bei genügender Energie der Protonen auch
{\displaystyle \mathrm {p+^{11}B\rightarrow \ ^{11}C+n-2{,}8\;MeV} }.
Das Nuklid 11C ist überdies radioaktiv mit 20 min Halbwertszeit. 
Eine weitere mögliche Reaktion zwischen Protonen und 11B ist 
{\displaystyle \mathrm {p+\,^{11}B\,\rightarrow \ ^{12}C+\gamma +16\,MeV} }.
Allgemein tritt bei der pB-Reaktion wegen der schnellen geladenen Teilchen außer Gammastrahlung auch Röntgen-Bremsstrahlung auf. 
Auch Reaktionen mit anderen Isotopen (Deuterium im Wasserstoff, Bor-10 im Bor) und sonstigen Verunreinigungen im Brennstoff würden Neutronen freisetzen oder Radionuklide erzeugen. 
Heindler und Mitarbeiter haben rechnerisch gezeigt, dass die Erzeugung von Gamma-, Röntgenstrahlung und Radionukliden in einem pB-Reaktor um Größenordnungen geringer ist als bei einem Deuterium-Tritium-Fusionsreaktor.

## Technik
Anlagen zur Energiegewinnung aus der DT-Reaktion nutzen ein thermonuklear „brennendes“, d. h. sich selbst durch Stöße heizendes Plasma (Physik) aus Deuterium und Tritium. Dieser Weg ist mit der pB-Reaktion nicht gangbar, da der Wirkungsquerschnitt bei technisch erreichbaren Temperaturen viel zu klein wäre. Jedoch ermöglichen Laser höchster Leistung die gepulste Beschleunigung von Ionen auf kleinstem Raum (siehe Kielfeld-Beschleuniger).
Experimentell wurde die laser-getriebene Proton-Bor-Fusion 2005 erstmals beobachtet. In magnetisch eingeschlossenem Plasma konnte die Reaktion erstmals 2023 beobachtet werden.